# Doede Bleeker
Doede Bleeker (Stavoren, 14 augustus 1952 – aldaar, 18 maart 2018) was een Friese zanger, dichter en schrijver, die als bijnaam de Staverse Misthoarn had. Hij was met name bekend van feestnummers as Switsokken en Skouderham, waar hij zelf (achteraf) niet heel gelukkig mee was, omdat hij ook serieuzere nummers schreef en zong. Naast een leven als artiest dreef Bleeker een vishandel.

## Leven
Bleeker werd in 1952 in Stavoren geboren en bleef daar zijn hele leven wonen. Hij was van beroep visboer en begon begin jaren tachtig met het schrijven van muzieknummers, gedichten en korte verhalen, met name in het Stavorens dialect van het Stadsfries, dat zijn moedertaal was. Een eerste optreden als straatmuzikant in Sneek smaakte naar meer, en zodoende trad hij vaker op als zanger en nam tevens een lp op. In 1993 had hij een kleine rol in de film De Kleine Blonde Dood van Jean van de Velde.
Hierna werd Bleeker bekender en zijn muziek, die goed aansloeg, werd gedraaid op de radio en de Friese televisie. Op het Friestalige muziekfestival Aaipop viel zijn optreden goed in de smaak bij het veelal oproerige dronken publiek toen hij daar optrad, en in Beetsterzwaag redde hij met zijn optreden zelfs het popfestival toen dat door slecht weer in de soep dreigde te draaien. 
Op Omrop Súdwest had Bleeker het radioprogramma Buutenstaanders, waar hij ondergewaardeerde muziek draaide die niet op de landelijke zenders te horen was. Hij noemde zichzelf een Stadsfriese troubadour, en ook wel de Singende Fisboer. Zijn bekendste bijnaam was de Staverse Misthoarn,, een aanduiding die door hemzelf geïntroduceerd werd nadat hij in de Leeuwarder Courant de Fryske Urbanus werd genoemd.
Met de tijd begon Bleeker evenwel een tegenzin te krijgen van zijn imago als feestvierder, maar ook stoorde hij zich steeds meer aan het luidruchtige feestpubliek. Behalve feestnummers had hij altijd al serieuzere nummers geschreven. In 2007 bracht hij een cd uit (zijn laatste), met alleen maar serieuze nummers. Deze cd kreeg de titel mee Omarmd op Texel, en omvatte zowel oud als nieuw werk. Hierop staan Bliif Nyt Soa Lang Fut, over een vriend die uit het leven stapte, en Sij Ging Fut, over het stranden van zijn eigen huwelijk, in 2001. Bleeker was niet blij met Omrop Fryslân die zijn serieuzere muziek negeerde, zodat hij tegen wil en dank de man van Switsokken bleef. Om die reden zette hij in de laatste tien jaar van zijn leven het artiestenleven op een laag pitje en trad nog maar zelden op.
Bleeker overleed op 18 maart 2018 in de leeftijd van 65 jaar plotseling door hartfalen.

## Discografie
Langspeelplaten:
- 1984 – Foor de fatsoensrakkers (Frigram)
- 1987 – Rauwkost (Firgram)

Cd's:
- 1991 – Ik bin in brulkikker
- 1994 – Ontspoard
- 1997 – Mengde gefoelens
- 1998 – Foor de fatsoensrakker
- 1998 - Sweefteef
- 2007 – Omarmd op Texel

Ook is hij te horen op tal van andere cd's van en met andere zangers.